# Лукинцы
Лукинцы — деревня в Пермском крае России. Входит в Чайковский городской округ.

## Географическое положение
Деревня расположена в восточной части Чайковского городского округа на расстоянии примерно 1 километр на северо-восток от села Фоки.

## История
Известна с 1781 года как «починок Лукин». В 1869 году в деревне было 76 хозяйств, а в 1908 году 92 дома. В 1924 году в деревне 73 дома. В 1966 году деревня Лукинцы признается неперспективной, подлежащей сселению, в 1969 года население деревни 216 человек. В 1975 году закрыта начальная школа. 
С 2004 по 2018 гг. деревня входила в Фокинское сельское поселение Чайковского муниципального района.

## Население
| 2007 | 2010 |
| ---- | ---- |
| 97   | ↗160 |

Постоянное население в 2002 году 140 человек (93 % русские), в 2010 160 человек.

## Климат
Климат континентальный, с холодной продолжительной зимой и тёплым коротким летом. Средняя годовая температура воздуха составляет 1,8 °C. Самым тёплым месяцем является июль (18,2 °C), самым холодным — январь (−14,7 °C), абсолютный максимум достигает 38 °C, абсолютный минимум −49 °C. Снежный покров устанавливается в первой декаде ноября, максимальной высоты 44-45 см достигает во второй — третьей декадах марта и полностью оттаивает к концу апреля. Последние весенние заморозки приходятся в среднем на 22 мая, а первые осенние — на 19 сентября. Продолжительность безморозного периода составляет 119 дней..